# Explorations (Bill Evans)
Explorations è un album in studio del musicista statunitense Bill Evans, pubblicato nel 1961.

## Tracce
1. Israel (John Carisi) – 6:12
2. Haunted Heart (Arthur Schwartz, Howard Dietz) – 3:28
3. Beautiful Love  [Take 1] (Wayne King, Egbert Van Alstyne, Victor Young) – 6:04
4. Elsa (Earl Zindars) – 5:10
5. Nardis (Miles Davis) – 5:49
6. How Deep Is the Ocean? (Irving Berlin) – 3:31
7. I Wish I Knew (Harry Warren, Mack Gordon) – 4:39
8. Sweet and Lovely (Gus Arnheim, Jules LeMare, Harry Tobias) – 5:52

## Formazione
- Bill Evans - piano
- Scott LaFaro - basso
- Paul Motian - batteria